# Affaire Bogdanoff
Pour les articles homonymes, voir Bogdanov.

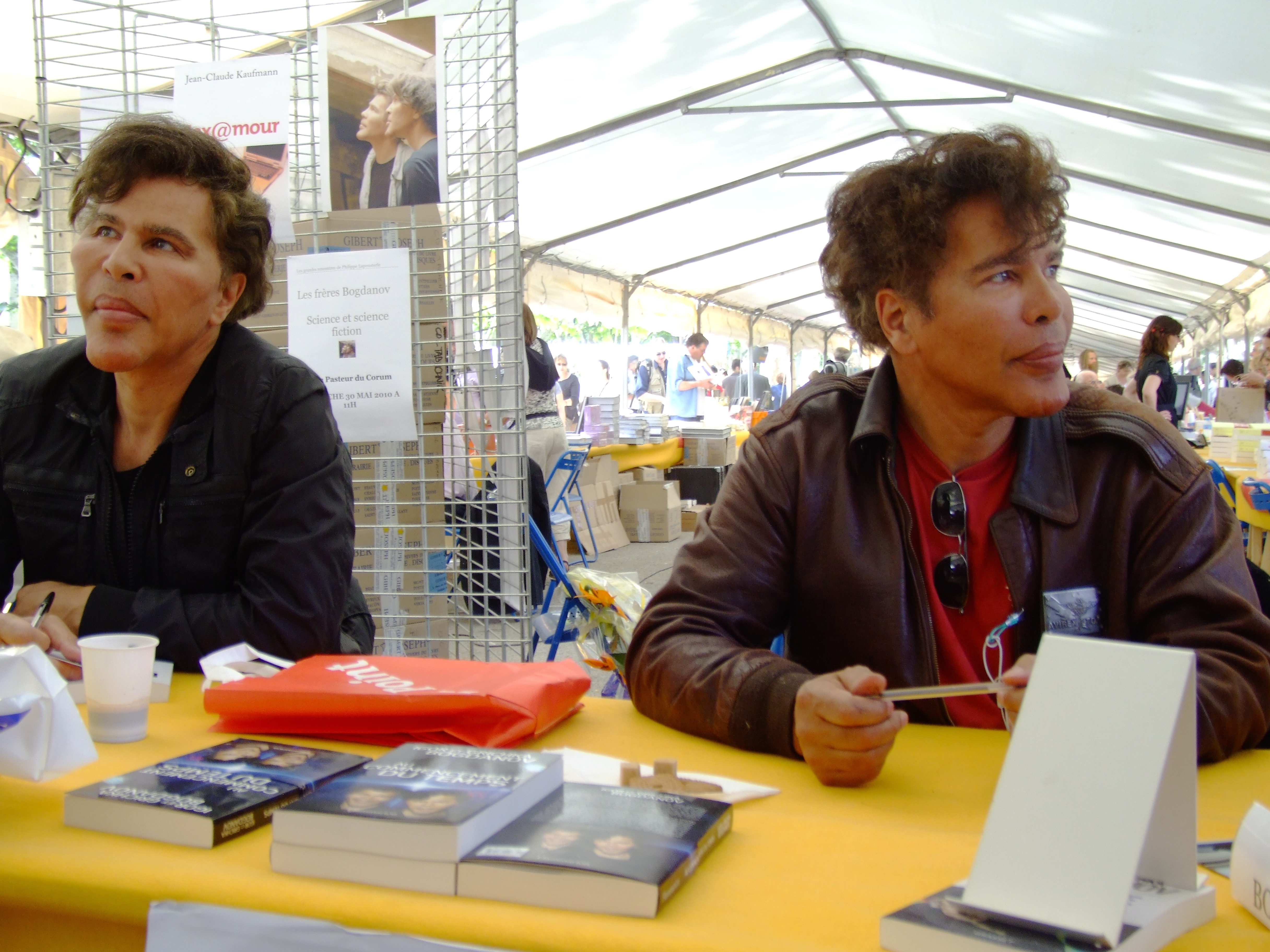
Grichka (à gauche) et Igor (à droite) Bogdanoff en mai 2010.

L’affaire Bogdanoff (ou affaire Bogdanov) est une controverse sur la valeur scientifique des travaux des producteurs et animateurs de télévision français Igor et Grichka Bogdanoff. Les critiques à l'origine de ce débat touchent à la fois à leur thèse de doctorat et à leur manière de vulgariser les sciences dans plusieurs ouvrages et à la télévision. Les équipes du CNRS ainsi que d’autres scientifiques considèrent que les publications des Bogdanoff ne peuvent pas être considérées comme des contributions scientifiques.
La controverse atteint une portée mondiale en octobre 2002 lorsque le physicien Max Niedermaier accuse les jumeaux d'avoir obtenu leur doctorat avec des canulars. (Il reviendra sur cette accusation, mais continuera à nier la valeur de ces travaux.) Alors que les frères ont toujours défendu la qualité et rigueur de leur travail, le débat sur la validité de leur apport scientifique gagne les médias.
L'affaire mène à une critique de l'approche de la vulgarisation scientifique faite par les Bogdanoff, et est à l'origine de plusieurs procès. Elle engage une réflexion entre les physiciens sur la façon dont le système de revue par les pairs peut faillir.

## Déroulement

### Publication deDieu et la Science

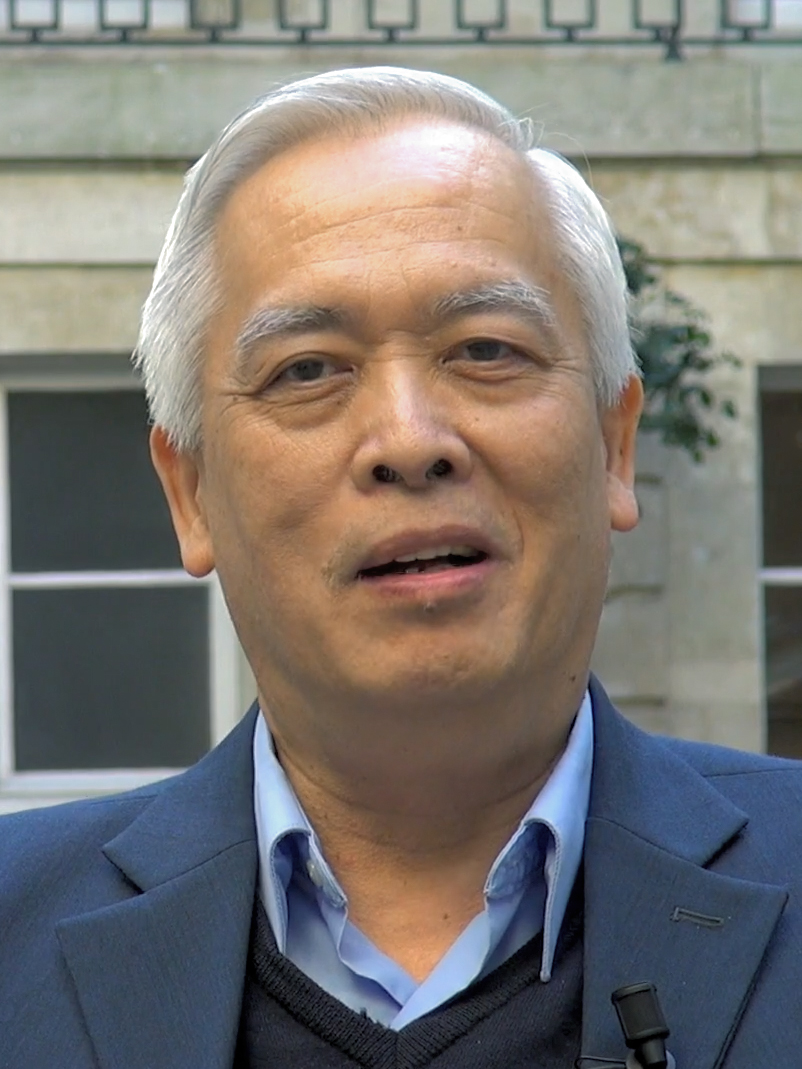
Trinh Xuan Thuan.

Les frères Bogdanoff publient Dieu et la science en 1991. Peu après, ils sont accusés de plagiat par l’astrophysicien Trinh Xuan Thuan pour la ressemblance de certains passages avec ceux de son livre La Mélodie secrète, publié en 1988,. Mais selon Maud Guilleminn et Yves Coppens, ce serait Trinh Xuan Thuan qui s'est inspiré de sept paragraphes d'un numéro de Paris Match qui est consacré aux jumeaux en date du 12 décembre 1986,[réf. non conforme]. Ils obtiendront de la maison Fayard ainsi que de l'auteur susmentionné une compensation en 1995 à cet égard[source insuffisante]. Cela apportera une réputation de procéduriers aux frères Bogdanoff.
Il est écrit sur la couverture de leur livre — selon eux « par erreur » — qu'ils sont « docteurs en astrophysique et en physique théorique » et « docteurs en sémiologie sous la direction de Roland Barthes », alors qu'ils ne le sont pas,,.
Cette même « erreur » est commise la même année dans L'Évolution des idées en physique d'Albert Einstein et Leopold Infeld chez France Loisirs : la préface, écrite par les frères Bogdanoff, les présente comme docteurs en physique et sémiologie.

### Déroulement des thèses
Les Bogdanoff commencent chacun une thèse en 1991 au Centre d'études nucléaires de l'université de Bordeaux-I, en physique théorique pour Igor et en mathématiques pour Grichka. Ils sont transférés en 1994 au Laboratoire de physique mathématique de l'université de Bourgogne. En 1998 leur directeur de thèse, le physicien mathématicien Moshé Flato, meurt. Daniel Sternheimer devient alors leur nouveau directeur de thèse.
Après une soutenance publique jugée mauvaise, Grichka Bogdanoff obtient son diplôme avec la mention « honorable » après avoir revu en profondeur son manuscrit sous la supervision des membres du jury,.
Igor Bogdanoff, quant à lui, est recalé. Selon le jury, son travail n'a pas l'ampleur requise et devrait être accompagné de plusieurs publications dans des revues réputées. Igor suit alors ces instructions et obtient finalement son diplôme après sa deuxième soutenance en 2002,.

### Portée internationale
Le 22 octobre 2002, le physicien allemand Max Niedermaier,  leur ancien professeur à l'université de Tours, envoie au physicien théoricien Ted Newman ainsi qu'à nombre de ses collègues un message selon lequel les travaux d'Igor et Grichka Bogdanoff ne seraient qu'un canular, comme celui qu'avait effectué Alan Sokal,. Il déclare que leur valeur scientifique est « très faible, voire nulle ».

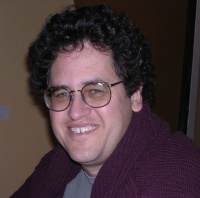
Le physicien John Baez (2009).

Le physicien John Baez reprend le message de Niedermaier sur sa page personnelle du site de l’Université de Californie et évoque l'affaire sur le forum Usenet sci.physics.research,,, spécifiant que « ce qui me semble assez clair, c'est que les Bogdanov ne savent pas faire de la physique. »
Information reprise par The New York Times, elle obtient une notoriété internationale.
Les frères Bogdanoff réfutent la thèse du canular,. Max Niedermaier leur adresse alors un message public dans lequel il présente ses excuses pour avoir qualifié leur travail de canular,[source insuffisante].
En septembre 2004, le débat s'accentue lorsque les Bogdanoff commencent à poster des messages sous de fausses identités sur le forum Usenet qui a donné de l'écho à la controverse. Ils se font passer pour des scientifiques qui soutiennent les Bogdanoff,.

### Rapport du CNRS
Peu après l'attribution de la thèse à Igor Bogdanov, l'université de Bourgogne, s'associe au département des sciences physiques et mathématiques du CNRS pour diligenter une enquête. En novembre 2003, le CNRS fait rédiger par des experts en son sein un rapport confidentiel qui évalue les thèses des frères Bogdanoff,. Mais ce rapport — anonyme — est enterré, archivé et oublié.

Finalement, celui-ci est divulgué par Nathalie Gathié dans l’hebdomadaire Marianne en 2010, sous le titre « Le vrai visage des Bogdanov ». L'article qualifie les travaux des jumeaux de « dénués de sens »,. Selon les rédacteurs du rapport, « aucun résultat mathématique n’est démontré ; d’ailleurs la rigueur mathématique est étrangère à la rédaction de ce texte », « rarement aura-t-on vu un travail creux habillé avec une telle sophistication ». Ils concluent que les doctorats ont été attribués de manière irresponsable, et précisent : 

« L'ensemble des articles considérés ici ne répond à aucun critère de clarté, de précision et d'exactitude en vigueur en physique théorique. Ce manuscrit de thèse ne peut pas être qualifié de contribution scientifique. »

 Les Bogdanoff réagissent très mal aux critiques et en dénoncent une « machination » de la communauté scientifique,. Les deux frères sont reçus en octobre par Alain Fuchs, à la demande de Valérie Pécresse, font largement mention de leurs relations politiques au plus haut niveau de l'État et réclament plus d'un million d'euros.
En 2014, Marianne est condamné en diffamation à verser 64 000 euros de dommages et intérêts aux deux frères, notamment pour les avoir qualifiés d'« imposteurs », bien qu'ils aient demandé 1,2 million. Marianne, à cette époque en difficulté financière sans liquidité en caisse, ne fait pas appel ; le magazine, par l'intermédiaire de Frédérick Cassegrain qui rencontre les Bogdanov à Paris, demande à échelonner les règlements sur trois ans. Les articles sont alors supprimés du site internet de la publication.
Le 30 juin 2015, les frères Bogdanoff sont déboutés par le tribunal administratif de Paris de leurs demandes de reconnaître l’illégalité du rapport du CNRS ainsi que du dédommagement de plus d’un million d’euros réclamé pour le préjudice moral que le rapport leur aurait occasionné, les magistrats estimant que le CNRS ne peut pas être tenu responsable de la divulgation du rapport dans la presse ; les deux frères sont en outre condamnés à rembourser les frais de justice du CNRS. En 2019, ce jugement est confirmé en appel, en revanche la cour d’appel reconnait le bien fondé des jumeaux à exiger le retrait public du rapport, mais cet avis est invalidé par le Conseil d’État. À la suite de l’échec de cette procédure, les Bogdanoff déclarent vouloir faire un recours auprès de la cour européenne des droits de l'homme.

### Plainte contreCiel & Espace
Dans son numéro d'octobre 2004, intitulé « La mystification Bogdanov », le magazine Ciel et Espace accuse les Bogdanoff d'avoir manipulé des pièces à conviction. Dans leur livre Avant le Big Bang, ils auraient tronqué des témoignages de physiciens pour mettre en avant la supposée validité de leurs travaux. Grichka explique « Nous n'avons cité que le commentaire technique d'Urs Schreiber (en) pour justifier d'avoir coupé cette phrase du mathématicien » : « Je ne pense pas que quoi que ce soit qui précède constitue un raisonnement valable »,. Grichka affirme par ailleurs que c'est une erreur de traduction qui l'a amené à faire dire au physicien Peter Woit qu'il est « tout à fait certain » qu'ils aient obtenu des résultats (plutôt que « certainement possible »). Une erreur de traduction serait aussi la cause de la déformation des propos du mathématicien Shahn Majid (en), un des rapporteurs de sa thèse.
Les frères Bogdanoff décident d'attaquer le magazine Ciel et Espace en diffamation. Selon Le Monde, les deux frères renoncent aux poursuites fin 2005. En septembre 2006, la justice déclare la procédure prescrite. Ils sont condamnés à verser 2 500 euros à l'éditeur de Ciel et Espace au titre de frais de justice ainsi qu'aux dépens.

### Interventions des Bogdanoff sur Wikipédia
Igor Bogdanoff modifie lui-même des éléments le concernant sur la page Wikipédia de l'affaire Bogdanoff. Il affronte des contributeurs en réécrivant des passages et en en supprimant d'autres. Après l'intervention des contributeurs francophones de Wikipédia, le conflit se déplace sur la version en langue anglaise.

### Commentaires de différents scientifiques
Plusieurs scientifiques renommés dans le domaine estiment que « leurs papiers constituent un non-sens. » Les critiques des physiciens américains John Baez et Peter Woit, contre les travaux des frères Bogdanoff sont sans équivoque : ils les qualifient de « charabia […] dépourvu de sens ». Baez ajoute : « J'ai lu attentivement les articles des frères Bogdanov et, pour moi, ils ne connaissent rien à la physique. »
Le directeur de thèse des Bogdanoff, Daniel Sternheimer dénonce « une inadmissible manœuvre de dénigrement de la France, en provenance surtout des États-Unis ». Cependant, les critiques viennent autant de France que des pays anglo-saxons. Le physicien français Édouard Brézin, ancien président de l'Académie des sciences estime que « les conditions d'attribution de ces thèses sont inacceptables. »
La majorité de la communauté scientifique s'accorde en réalité pour dire que les Bogdanoff ont publié des papiers qui n'ont aucun sens, sur des sujets qu'ils ne comprennent pas.
Alain Connes, titulaire de la médaille Fields, juge la partie mathématique des travaux des Bogdanoff comme « vraiment très faible » et déclare « Je n’ai pas le moindre doute sur mon jugement et il ne m’a pas fallu longtemps pour m’assurer qu’ils parlent de choses qu’ils ne maîtrisent pas ».

#### Condamnation d'Alain Riazuelo
En mars 2012, Grichka Bogdanoff obtient la condamnation de l'astrophysicien Alain Riazuelo pour avoir publié sur son site personnel un brouillon de la thèse de Grichka Bogdanov, afin d'en faire une critique : Alain Riazuelo est condamné à 1 euro de dommages et intérêts au plaignant pour violation de ses droits d'auteur et à une amende de 2 000 euros avec sursis.
Pour Ciel et Espace, ce geste d'Alain Riazuelo, qui mettait en avant « l'absence de crédibilité de leurs thèses », était salutaire. Pour les Bogdanoff, « la [plainte pour] violation du droit d'auteur était [leur] dernier moyen de le faire taire pour qu'il cesse de se comporter comme un délinquant »,.

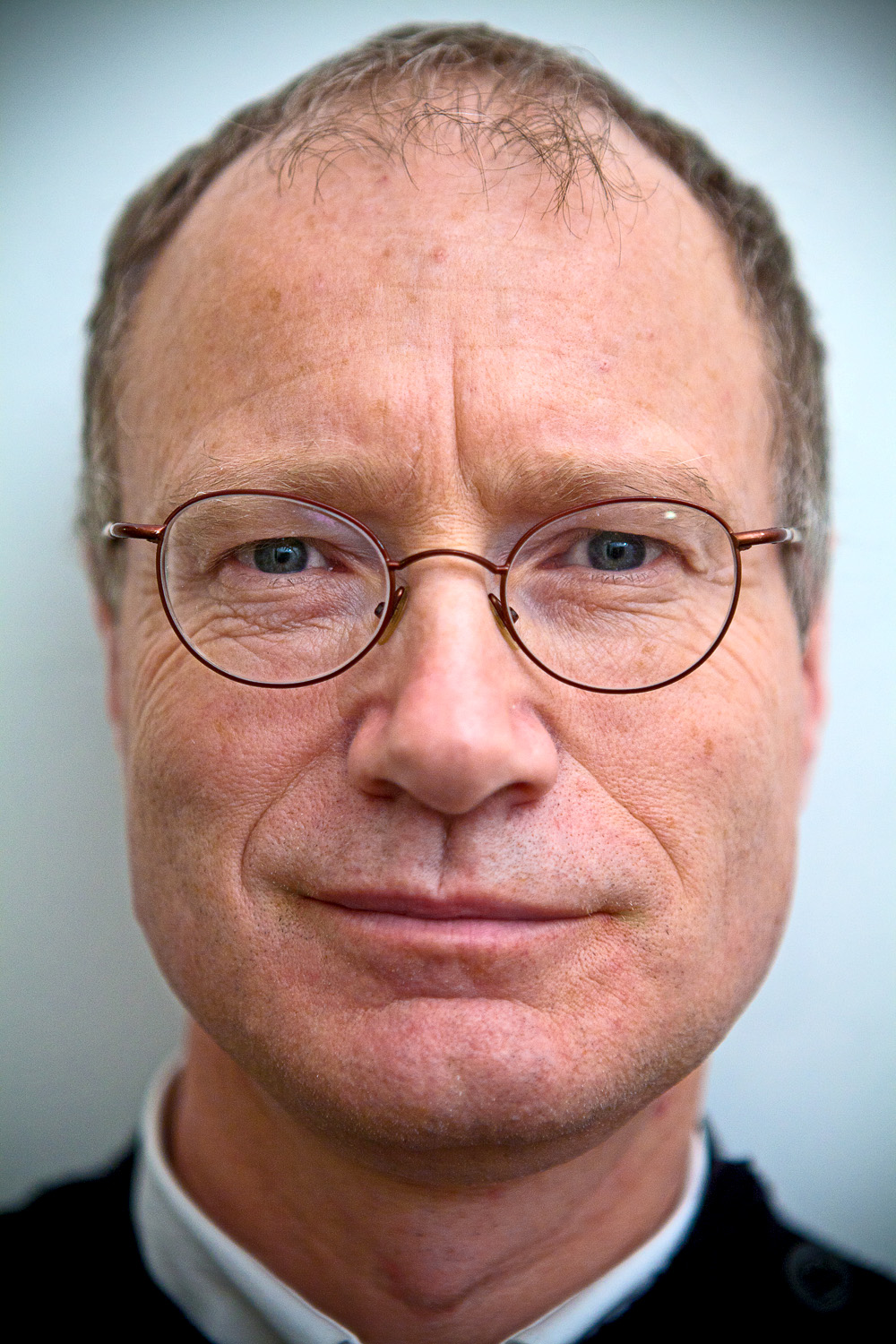
Le journaliste scientifique Sylvestre Huet.

Le journaliste scientifique Sylvestre Huet critique la condamnation d'Alain Riazuelo, fondée essentiellement sur le droit d'auteur, considérant qu'Alain Riazuelo est « puni pour avoir dit la vérité » et que la juge « méconnait le fonctionnement réel de la science » qui nécessite l'évaluation par les pairs. Selon lui, c'est justement pour échapper à cet examen que les Bogdanoff cherchent à cacher ce texte.

Un communiqué du CNRS indique : 

« Le chercheur a soutenu qu'il pensait ce document public, puisque toutes les thèses le sont, il avait agi dans le cadre habituel du débat scientifique et n'avait évidemment tiré aucun avantage financier de cette publication : dans un débat scientifique normal, on ne serait d'ailleurs jamais arrivé devant un tribunal,. »

Le 26 avril 2012, plus de 170 chercheurs dans des domaines connexes signent à ce sujet une lettre ouverte, intitulée « L'affaire Bogdanoff : Liberté, Science et Justice, Des scientifiques revendiquent leur droit au blâme », confortant une position assez consensuelle sur le sujet au sein de la communauté scientifique. Le recueil des signatures s'est terminé le 8 mai 2012 avec 334 signataires. La lettre est publiée dans le numéro de juin 2012 de Ciel et Espace. Les Bogdanoff critiquent les signataires de cette lettre en estimant qu'ils avaient paraphé le texte « sans le lire ». Bertrand Monthubert, directeur de l'université Paul-Sabatier de Toulouse, rétorque : « J'ai été très choqué par l'accusation portée par Igor Bogdanov, car je connais les scientifiques. Et ils savent qu'une pétition de cet ordre ne se signe pas à la légère ».

#### L'équation Bogdanov

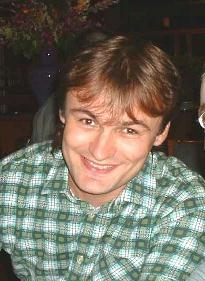
Le physicien Luboš Motl en 2004.

En 2005, le physicien Luboš Motl prend position en faveur des Bogdanoff,. Motl, qui a entretemps quitté le monde de la recherche, publie début 2008 un livre intitulé L'Équation Bogdanov : le secret de l'origine de l'univers. Le journal Science et Vie critique ce livre en indiquant que la première moitié est consacrée à l'histoire de la physique tandis que l'unique partie consacrée à l’équation Bogdanov est « obscure », « ardue, voire impénétrable », ne mentionne pas à quoi ressemble la fameuse équation, que l'auteur manque de pédagogie et que le sous-titre est fallacieux, devant plutôt parler de « mystère » que de « secret »,.

## Contenu des publications

### Thèses
Les frères Bogdanoff défendent leurs travaux et leur théorie, et affirment décrire une réalité possible « avant le Big Bang », c'est-à-dire avant la naissance de l'univers physique. Selon eux, l'univers était alors réduit à un point. Ils prétendent avoir montré que cette singularité initiale contenait un code mathématique de l'univers, qu'ils comparent au code génétique.

#### Thèse de Grichka Bogdanoff
Titre de la thèse : Fluctuations quantiques de la signature de la métrique à l'échelle de Planck.
Igniatios Antoniadis, un des examinateurs, a déclaré : « J'avais donné un avis favorable pour la thèse de Grichka, basé sur une lecture rapide et indulgente du texte. Hélas, je me suis complètement trompé. Le langage scientifique était juste une apparence derrière laquelle se cachaient une incompétence et une ignorance de la physique, même de base. ».

#### Thèse d'Igor Bogdanoff
Titre de la thèse : État topologique de l'espace-temps à l'échelle zéro.
En plus des défauts reprochés à la thèse de son frère (notamment le manque de rigueur), les contradicteurs des Bogdanoff estiment que cette thèse ne serait qu'une mise bout à bout de concepts non définis, dans un cadre incompréhensible. Ce point de vue est notamment exprimé par Alain Blanchard, professeur des universités et spécialiste en cosmologie, dans une tribune retranscrite sur le site d'Acrimed.
Urs Schreiber (en) estime que le raisonnement suivi pour arriver aux conclusions de cette thèse n'est pas valide.

### Avant le Big Bang
Les frères Bogdanoff publient en 2004 Avant le Big Bang, un livre de vulgarisation scientifique relatif à leurs travaux. Il a pour but de donner leur version des événements de l'automne 2002.
L'objectif du livre est de retracer l'histoire des théories scientifiques sur l'origine de l'Univers, à la suite desquelles ils présentent leur propre théorie comme un aboutissement de cette histoire. Selon eux, l'origine du monde serait mathématique,.

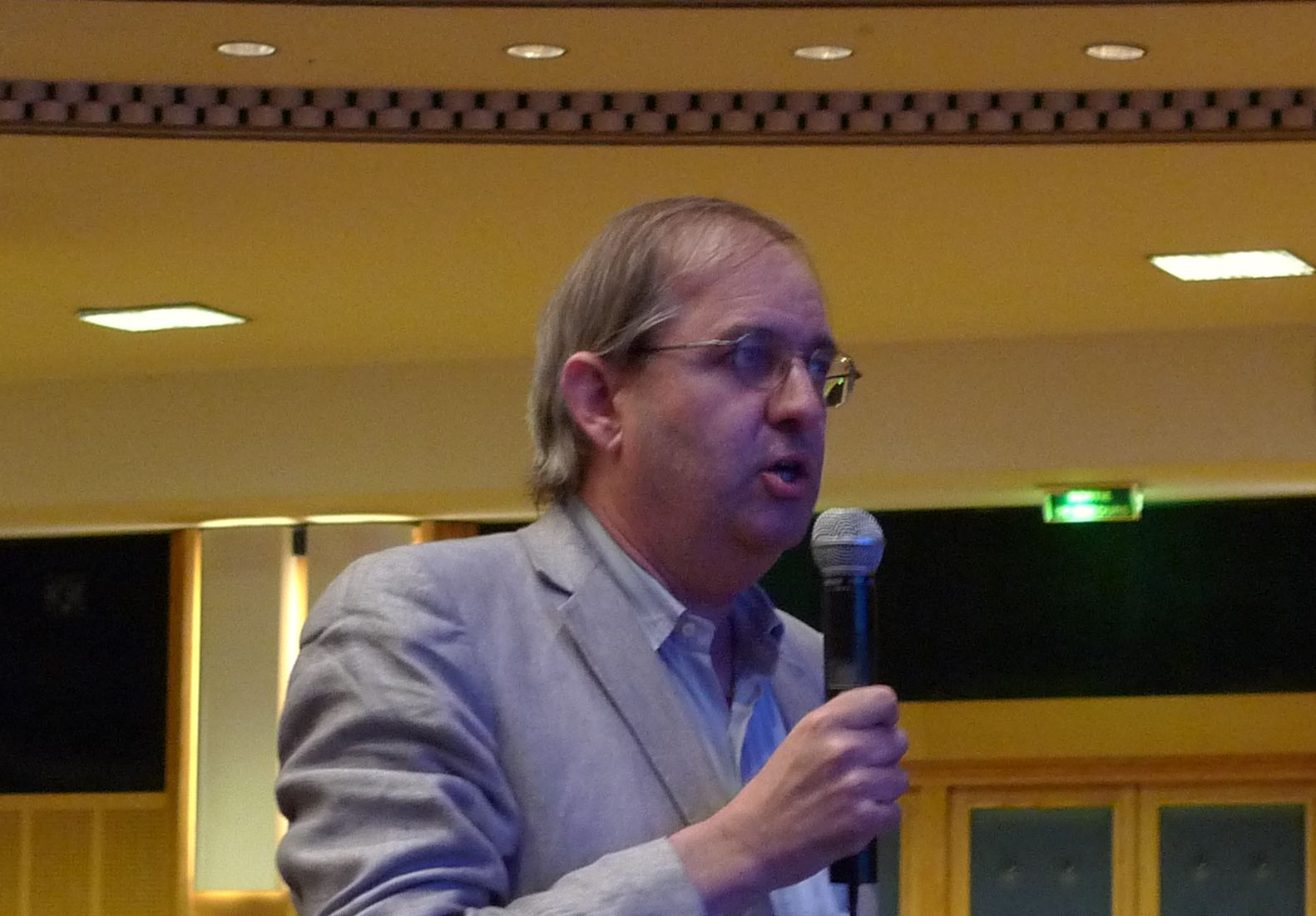
Le physicien Jean Bricmont (2010).

Le contenu de ce livre est fortement critiqué par certains des lecteurs, notamment par le mathématicien Fabien Besnard et par David Fossé.
Le livre a été violemment critiqué pour certaines erreurs matérielles ou pour des raisonnements jugés aberrants. Il comporte un nombre important d'erreurs élémentaires en mathématiques et en physique, et de nombreuses erreurs factuelles relevées par divers auteurs. Est également dénoncé le nombre très important de citations au départ critiques mais présentées de façon tronquée, et dont le sens se trouve très substantiellement modifié en leur faveur. Il est également reproché aux frères Bogdanoff d'utiliser un discours jargonnant pour impressionner le lecteur non scientifique tout en employant les termes scientifiques de façon inappropriée. Ceci est dénoncé par Alan Sokal et Jean Bricmont dans Impostures intellectuelles. Robert Coquereaux, directeur du Centre international de rencontres mathématiques, déclare : « Ce qui est ridicule dans ce livre, c’est le mélange d’un vocabulaire compliqué, issu de concepts très avancés, et d’absurdités qu’un lycéen n’oserait pas écrire ».

## Réflexions sur le système de révisions par les pairs
La communauté scientifique compare l'affaire Bogdanoff et l'affaire Sokal, un canular imaginé par le physicien Alan Sokal dans le domaine des sciences sociales. Les deux affaires illustrent la facilité avec laquelle une imposture scientifique peut être réalisée.
En particulier, l'affaire Bogdanoff met en évidence le fait qu'il est parfois difficile d'évaluer le sérieux de théories hautement spéculatives et dont les outils mathématiques sont parfois compréhensibles uniquement par des spécialistes. Le physicien Peter Woit consacre un chapitre de son livre Not Even Wrong, dans lequel il critique notamment vivement la théorie des cordes, pour parler de cette affaire. Cependant, des critiques lui rétorquent que les travaux des Bogdanoff n'ont rien à voir avec la théorie des cordes.

### Publications dans des revues scientifiques
| Auteur(s)                         | Titre                                                            | Revue                                                              | DOI                             |
| --------------------------------- | ---------------------------------------------------------------- | ------------------------------------------------------------------ | ------------------------------- |
| Grichka Bogdanov et Igor Bogdanov | Topological field theory of the initial singularity of spacetime | Classical and Quantum Gravity 18 (2001), 4341-4372                 | DOI 10.1088/0264-9381/18/21/301 |
| Grichka Bogdanov et Igor Bogdanov | Spacetime Metric and the KMS Condition at the Planck Scale       | Annals of Physics, 295 (2002), 90-97                               | DOI 10.1006/aphy.2001.6212      |
| Grichka Bogdanov et Igor Bogdanov | KMS space-time at the Planck scale                               | Nuovo Cimento, 117B (2002) 417-424                                 |                                 |
| Igor Bogdanov                     | Topological origin of inertia                                    | Czechoslovak Journal of Physics, 51 (2001), 1153-1236              | DOI 10.1023/A:1012814728188     |
| Igor Bogdanov                     | KMS state of the spacetime at the Planck scale                   | Chinese Journal of Physics (en)., vol. 40, No. 2, 149-158 (2002)   |                                 |
| Grichka Bogdanov et Igor Bogdanov | Thermal equilibrium and KMS condition at the Planck scale        | Chinese Annals of Mathematics, vol. 24, No. 02, pp. 267-274 (2003) | DOI 10.1142/S0252959903000256   |

Après les commentaires de la communauté scientifique, les rédacteurs en chef de Classical and Quantum Gravity et Annals of Physics reconnaissent que les articles des Bogdanoff « n'atteignent pas les standards attendus » et qu'ils n'auraient pas dû être publiés,.
Eli Hawkins, responsable de l'évaluation des articles à publier dans Journal of Physics A déclare : « cela prendrait trop de place d'énumérer toutes les erreurs. »